# Christiane Berth
Christiane Berth ist eine deutsche Historikerin.

## Leben
Von 1998 bis 2004 studierte sie Geschichte, politische Wissenschaft und Lateinamerika-Studien an der Universität Hamburg (Magister). Nach der Promotion 2010 an der Universität Hamburg und der Habilitation 2016 an der Universität Bern (Venia docendi in Neuester Geschichte) ist seit 2020 Professorin für Zeitgeschichte an der Universität Graz.
Ihre Forschungsschwerpunkte sind globale Geschichte von Kommunikation und Technik, Ernährung und Konsum, Welthandel, Migration sowie die Geschichte Mexikos und Zentralamerikas.

## Schriften (Auswahl)
- Die Kindertransporte nach Großbritannien 1938/39. Exilerfahrungen im Spiegel lebensgeschichtlicher Interviews. München 2005, ISBN 3-937904-06-9.
- Biografien und Netzwerke im Kaffeehandel zwischen Deutschland und Zentralamerika 1920–1959. Hamburg 2014, ISBN 978-3-943423-10-5.
- mit Dorothee Wierling und Volker Wünderich (Hg.): Historische Perspektiven auf eine globale Ware im 20. Jahrhundert. Göttingen 2015, ISBN 978-3-8471-0389-9.
- Food and Revolution. Fighting Hunger in Nicaragua, 1960–1993. Pittsburgh 2021, ISBN 978-0-8229-4604-5.